# 香港籃球聯賽 (男子)
香港籃球聯賽 (男子)は、中国香港のバスケットボールリーグ。男子リーグの他に女子リーグも存在する。この項目では男子リーグを扱う。現在、リーグは3部で構成され、入れ替えも行われている。1部の名称は甲一組、2部の名称は甲二組、3部の名称は乙組となっている。

## 概要

### オールスターゲーム
品評会はNBAオールスターゲームを参考にして、2005年に香港のバスケットボールのオールスターゲームを開催した。
| 年度 | チーム1    | スコア  | チーム2    |
| ---- | ---------- | ------- | ---------- |
| 2005 | 香港金龍隊 | 125-120 | 九龍猛虎隊 |
| 2006 | 香港金龍隊 | 110-98  | 九龍猛虎隊 |
| 2007 | 香港金龍隊 | 90-84   | 九龍猛虎隊 |

## 甲一組歴代優勝チーム
- 1954/55 南華
- 1955/56 自力
- 1956/57 東方
- 1957/58 南華
- 1958/59 培爾
- 1959/60 南華
- 1977 均安
- 1978 警察
- 1979 警察
- 1980 均安
- 1981 均安
- 1982 均安
- 1983 思遠
- 1984 南華
- 1985 南華
- 1986 南華
- 1987 警察
- 1988 福建
- 1989 思遠
- 1990 思遠
- 1991 福建
- 1992 海裕
- 1993 思遠
- 1994 威立
- 1995 永倫
- 1996 威立
- 1997 威立
- 1998 威立
- 1999 宏達
- 2000 永倫
- 2001 永倫
- 2002 永倫
- 2003 福建
- 2004 南華
- 2005 (常規賽) 福建 (季後賽) 南華
- 2006 (常規賽) 永倫 (季後賽) 永倫
- 2007 (常規賽) 南華 (季後賽) 永倫
- 2008 (常規賽) 南華 (季後賽) 南華
- 2009 (常規賽) 永倫 (季後賽) 永倫

## 2015シーズン甲一組所属チーム
| チーム名 | 英名      |
| -------- | --------- |
| 永倫     | Winling   |
| 南華     | SCAA      |
| 福建     | Fukien    |
| 飛鷹     | Eagle     |
| 安青     | On Ching  |
| 遊協     | HKPA      |
| 晋龍     | Jun Lung  |
| 南青     | Nam Ching |